# تاترا تی۸۱۷
| تاترا تی۸۱۷ Tatra 817 | تاترا تی۸۱۷ Tatra 817 |
| --------------------- | --------------------- |
|                       |                       |
| کشور                  | جمهوری چک             |
| شرکت                  | Tatra, a. s.          |
| خودرو                 | کامیون نظامی          |
| ویب                   | http://www.tatra.cz/  |

تاترا تی۸۱۷ (به چکی: Tatra 817) کامیون نظامی ساخت شرکت سهامی تاترا است که در جمهوری چک از سال ۲۰۰۴ تولید شده است. این خودرو برای زمین ناهموار طراحی شده است. تاترا تی۸۱۷ در ابتدا برای ارتش جمهوری چک و بازار داخلی این کشور ساخته شده بود ولی در بازار صادرات نیز به خوبی ظاهر شد و تعداد زیادی از آن به جمهوری اسلواک صادر شد. طراحان خودروی تاترا تی ۸۱۵ به فکر انتقال هوایی این خودرو هم بوده‌اند و از این نظر هواپیماهای ترابری سی-۱۳۰ هرکولس توانایی حمل این کامیون را پس از برداشتن برخی اجزا و کم کردن اندازه برای جای گرفتن در هواپیما دارند.

## کاربران
- جمهوری چک
- اسلواکی